# 富山市立奥田北小学校
富山市立奥田北小学校 （とやましりつ おくだきたしょうがっこう）は富山県富山市奥田北地区を学区とする公立小学校。

## 歴史
出典（個別に提示されているものを除く）→
- 1969年（昭和44年）
  - 4月1日 - 奥田小学校の児童数増加に伴い同校より分離し、同校内に併設。
  - 7月2日 - 校舎建築起工式。鉄筋3階建ての校舎と体育館を1期で建設する方針となった[1]。
- 1970年（昭和45年）
  - 8月中 - 校歌制定。
  - 8月3日 - 現在地に移転。同年9月1日より授業開始。
  - 9月11日 - 落成式（この日を創校記念日と定める）。
  - 10月14日 - 運動場落成。
- 1973年（昭和48年）3月 - 6教室を増築。
- 1977年（昭和52年）7月20日 - プール竣工。
- 2019年（令和元年）9月11日  - 創校50周年式典にて絵本作家、宮西達也先生来校[3]。

## 交通
- 富山地方鉄道富山港線粟島（大阪屋ショップ前）駅より徒歩5分
- 富山地方鉄道バス88系統「興人団地」線奥田北小学校前バス停下車すぐ

## 関連書籍
『奥田郷土史』（1996年発行）奥田郷土史編集委員会/編 奥田郷土史刊行委員会 

第二章第一節 三 奥田北小学校の発展（186頁～）